# Michael Campbell (Bischof)

Wappen

Michael Gregory Campbell OSA (* 2. Oktober 1941 in Larne) ist ein nordirischer Ordensgeistlicher und emeritierter römisch-katholischer Bischof von Lancaster.

## Leben
Michael Gregory Campbell trat der Ordensgemeinschaft der Augustiner bei, legte die Profess am 17. September 1966 ab und empfing am 16. September 1971 die Priesterweihe.
Papst Benedikt XVI. ernannte ihn am 12. Februar 2008 zum Koadjutorbischof von Lancaster. Der Bischof von Lancaster, Patrick O’Donoghue, spendete ihm am 31. März desselben Jahres die Bischofsweihe; Mitkonsekratoren waren Brian Michael Noble, Bischof von Shrewsbury, und Patrick Kelly, Erzbischof von Liverpool.
Mit der Emeritierung Patrick O’Donoghues folgte er diesem am 1. Mai 2009 als Bischof von Lancaster nach. Papst Franziskus nahm am 12. Februar 2018 seinen altersbedingten Rücktritt an.